# Sjan van Dijk
Adriana Francisca Johanna Maria „Sjan“ van Dijk (* 4. Februar 1964 in Middelbeers), verheiratete Sjan Huybrehts, ist eine ehemalige niederländische Bogenschützin.

## Karriere
Sjan van Dijk gewann bei den Halleneuropameisterschaften 1989 in Athen Mannschaftssilber. Bei den Olympischen Spielen 1992 in Barcelona belegte sie im Einzelwettbewerb Rang 59 und wurde im Mannschaftswettbewerb mit Christel Verstegen und Jacqueline van Rozendaal Zwölfte. 1996 gewann sie bei den Europameisterschaften in Kranjska Gora Bronze mit der Mannschaft.